# Johnny Ekström
Johnny Ekström (né le 5 mars 1965 à Örgryte) est un footballeur suédois qui évoluait au poste d'attaquant.

## Biographie
Ekström a joué dans 5 championnats européens différents (Suède, Italie, Allemagne, France et Espagne).
Avec l'équipe de Suède il a disputé la coupe du monde 1990 en Italie, inscrivant un but à la 32e minute lors de la défaite des Suédois contre le Costa Rica (1-2). Il a marqué 13 buts lors de ses 47 sélections entre 1986 et 1995.

## Clubs
- - IFK Göteborg (1986)
- - Empoli (1986-1988)
- - Bayern Munich (1988-1989)
- - AS Cannes (1989-1992)
- - IFK Göteborg (1992-1993)
- - AC Reggiana (1992-1993)
- - Betis Séville (1993-1994)
- - Dynamo Dresde (1994-1995)
- - Eintracht Francfort (1995-1997)
- - IFK Göteborg (1998)

## Palmarès
- Champion d'Allemagne en 1989 avec le Bayern Munich